# Paramahamsa Hariharananda
Paramahamsa Hariharananda  (27/05/1907- 3/12/2002), foi um mestre realizado do Kriya Yoga, na linhagem de Mahavatar Babaji, Lahiri Mahasaya, Sri Yukteswar Giri, Paramahansa Yogananda, Swami Satyananda Giri e Shrimat Bhupendra Nath Sanyal Mahasaya. Obteve o mais alto grau de realização espiritual - o supremo estado de Nirvikalpa Samadhi - no qual os batimentos cardíacos e a respiração cessam pela completa fusão da consciência individual à consciência divina.  
Como santo e sábio da Índia e fonte transbordante de amor, dedicou sua vida à elevação espiritual da humanidade, tendo sido o único mestre realizado a ensinar a técnica sagrada de Kriya Yoga no Ocidente durante a segunda metade do século passado. Seu legado inclui extensa obra literária, centros e ashrams de Kriya Yoga espalhados pelos cinco continentes, instituições de caridade e centenas de milhares de discípulos através dos quais a essência dos seus ensinamentos ainda vive. 

## Biografia
Paramahamsa Hariharananda nasceu como Rabindranath Bhattacharya, na vila de Habibpur, Distrito de Nadia, Bengala Ocidental, Índia, em uma abastada e tradicional família brâmane ortodoxa de Kula Gurus (cuja linhagem é transmitida de pai para filho) . Desde a mais tenra idade, Rabi, como era chamado, demonstrava forte inclinação espiritual e já aos 4 anos de idade, o pequeno prodígio havia decorado todos os puja mantras do hinduísmo apenas por ouvir seu pai recitá-los. Aos 9 anos, fez votos de Brahmacharya (celibato), tendo recebido a iniciação de seu próprio pai, Haripada Bhattacharya. Foi por ele instruído de acordo com os princípios éticos e a rígida disciplina dos antigos ensinamentos de santos e sábios da Índia, tornando-se versado nas várias escrituras e ramos do conhecimento espiritual mundiais, tais como: Vedas, Upanishads, Bhagavad Gita, Alcorão, Torah, Bíblia Sagrada, astrologia, astronomia, quiromancia, Tantra e outros sistemas de yoga.  </ref>
Aos 11 anos, foi iniciado em Jnana Yoga pelo renomado mestre realizado Srimat Bijoy Krishna Chattopadhyaya, que se tornou o seu segundo Guru. Ainda enquanto discípulo de Sri Bijoy Krishna, graduou-se em engenharia têxtil e embora trabalhasse para uma grande indústria, sua verdadeira aspiração continuava a ser a realização espiritual. 
Em 1930, seguindo instruções de seu próprio Guru, partiu para Serampore em busca daquele que seria o seu primeiro mestre de Kriya Yoga - Swami Sri Yukteswar Giri. No primeiro encontro, Sri Yukteshwar previu o destino de Rabindranath como sannyasi (monge renunciante) e que atingiria o estado de Nirvikalpa Samadhi. Na manhã seguinte, iniciou-o em Kriya Yoga sugerindo, nesta e em várias outras ocasiões, que seguisse a vida monástica e fosse morar no Karar Ashram, em Puri, pois sua vida não seria a de um homem comum, mas dedicada à realização de Deus. Nos quatro anos seguintes, mesmo continuando a trabalhar, visitava o seu mestre quase diariamente para meditar em sua companhia. De Sri Yukteshwar aprendeu astrologia cósmica e aprofundou conhecimentos em diversas áreas, tais como anatomia humana e assuntos relacionados à filosofia ocidental e oriental.  .
Em 1935, Rabindranath encontrou-se com Paramahansa Yogananda, o primeiro discípulo de Sri Yukteshwar a propagar o yoga no ocidente, que havia retornado em visita à Índia, manifestando-lhe seu desejo de ser por ele iniciado. Nesta ocasião, Yogananda levou-o a um aposento e permitiu-lhe testemunhar seu estado sem pulso e sem respiração, o Nirvikalpa Samadhi, por cerca de meia hora. Na manhã seguinte, Rabindranath recebeu de Yogananda sua segunda iniciação em Kriya. 
Em 1936, Sri Yukteshwar abandonou o seu corpo físico (sepultado no Karar Ashram) e Paramahamsa Yogananda decide retornar aos EUA, nomeando Swami Satyananda Giri como Presidente interino do Karar Ashram e Swami Sevananda como seu encarregado. .
Em 1938, Rabindranath deixou seu emprego com a pretensão de morar por alguns meses em Puri, numa casa alugada ao lado do Ashram. Foi da varanda desta casa, que ele teve uma visão espiritual de Sri Yukteshwar andando pelo pátio do Ashram. 
Algum tempo depois, obteve autorização para morar no Karar Ashram como hóspede pagante. Nos primeiros dias, com a permissão de Swami Sevananda e recursos próprios, contratou mão de obra e ajudou pessoalmente a limpar toda a propriedade e a construir o primeiro banheiro do ashram. Naquela época, também por falta de provisões, não era servido desjejum, nem no ashram, nem na escola que mantinham, mas Rabindranath passou a custeá-las. Mais tarde, abdicou definitivamente de seu modo de vida aristocrático e, como ashramita, fez voto de silêncio, poucas vezes interrompido durante os longos anos em que viveu em reclusão e meditação, agora como Brahmachari Robinarayan. Durante este período recebeu orientação de Swami Satyananda Giri, Shrimat Bhupendra Nath Sanyal Mahasaya e Ananda Moyee Ma, sendo sua comunicação com Paramahamsa Yogananda feita apenas por cartas. .
Em 1941, o então Brahmachari Robinarayan recebeu de Swami Satyananda Giri a terceira iniciação em Kriya Yoga. Entre 1943 e 1946, já absorvido em estado de super-consciência, completou os seis níveis de Kriya, obtendo as iniciações mais elevadas de Shrimat Bhupendranath Sanyal, o mais jovem discípulo de Lahiri Mahasaya. .
Em 1948, após passar a maior parte de seus últimos 11 anos e meio em reclusão na sua cela monástica, Brahmachari Robinarayan alcançou o mais alto grau de realização - o estado de Nirvikalpa Samadhi. Nesta ocasião, tendo caído e ferido a cabeça, Swami Satyananda Giri veio ao seu socorro e encontrou-o sem pulsação. A partir de então, Robinarayan passou a viver em comunhão com a consciência divina, entrando espontânea ou deliberadamente em Nirvikalpa Samadhi - o estado sem pulso e sem respiração . Esta condição foi posteriormente testemunhada centenas de vezes por seus discípulos e descrita em detalhes por médicos e cientistas. 
Certa ocasião, em 1949, quando trancado em seu quarto em meditação profunda, a manifestação de uma luz resplandecente o fez abrir os olhos, deparando-se com a visão de um homem que, materializado,  tocou em seus olhos e desapareceu. Inicialmente, Robinarayan não identificou quem seria, mas neste mesmo dia  Mahavatar Babaji, reapareceu abençoando-o e profetizando que seria sua missão propagar o Kriya Yoga pelo mundo. 
Em 1950, Paramahamsa Yogananda, em carta escrita, transferiu ao Brahmachari Robinarayan, a responsabilidade pelo Karar Ashram, como seu encarregado. Nessa época, já com poucos recursos, a manutenção do Karar Ashram e da escola Sriyukteswar Vidyapitha era feita principalmente por doações mensais feitas por um dos irmãos de Robinarayan, além de escassos recursos provindos da venda de vegetais produzidos na horta e de alguma contribuição financeira enviada por Paramahamsa Yogananda. 
Em 1951, já depois de ter alcançado o Nirvikalpa Samadhi (estado de Paramahamsa) e de ter sido anunciada sua missão por Mahavatar Babaji, Brahmachari Robinarayan recebeu oficialmente de Paramahansa Yogananda uma autorização por escrito, para ministrar iniciações em Kriya Yoga, carta esta reproduzida integralmente na obra: "Kriya Yoga - O processo científico de aperfeiçoamento espiritual e a essência de todas as religiões", de Paramahamsa Hariharananda 
Em 1952, Paramahamsa Yogananda deixou seu corpo mortal e Swami Satyananda Giri tornou-se o Presidente permanente do Karar Ashram.
Em 1959, Brahmachari Robinarayan tomou-se monge, tomando seus votos formais de Sua Santidade o Jagadguru Swami Bharati Krishna Teertha, Shankaracharya de Puri. A cerimônia teve lugar no Templo de Sri Yukteshwar, nas dependências do Karar Ashram, tendo então recebido  o nome monástico de Swami Hariharananda Giri, que significa "êxtase divino que brota do real estado sem forma”. 
Em 1971, com o falecimento de Swami Satyananda Giri, Paramahamsa Hariharananda Giri tornou-se o presidente do Karar Asrham de Puri, até o ano de 1983, sendo sucedido por Swami Yogeswaranda Giri, seu atual presidente  . 
Em 1974, a profecia de Babaji Maharaj finalmente se cumpriu e Paramahamsa Hariharananda, o último discípulo realizado de Swami Sri Yukteswar, viajou para a Europa, iniciando sua jornada de propagação do Kriya Yoga no Ocidente.  A partir de então, passou a viajar continuamente pelo ocidente e oriente, ensinando a técnica sagrada de Kriya Yoga a todos os corações sinceros que a ele se dirigissem. 
Em 1996, fez sua última viagem à India, tendo vivido seus últimos anos nos Estados Unidos, onde veio a falecer em 2002, aos 95 anos. Seu corpo foi sepultado na Índia, após ter sido recebido com honras de estado, homenagem esta nunca antes prestada a um monge naquele país  

## O Kriya Yoga
O Kriya Yoga é um conjunto de técnicas ensinadas diretamente de guru a discípulo, em vários níveis de iniciação. A iniciação propicia a abertura dos canais por onde a energia flui, fazendo com que toda pessoa seja capaz de experimentar em seu corpo, de forma imediata ou em um curto período de prática, as três qualidades divinas: o som, a luz e a vibração que estão na origem de toda a Criação. Essa percepção permanente da presença de Deus, faz brotar um estado de bem-aventurança que, aliado ao efeito de expansão de consciência produzido pela técnica de Kriya Yoga, promovem uma aceleração da evolução espiritual 
No Kriya Yoga original ensinado por Lahiri Mahasaya as várias técnicas eram adaptadas para cada discípulo de acordo com as suas necessidades individuais. . Somente um mestre realizado é capaz de reconhecer e enfatizar quais os passos da técnica são mais apropriados para cada um, no entanto, como as técnicas são hoje padronizadas (em quatro ou seis níveis de iniciação, conforme a linhagem), elas podem também ser ensinadas por acharyas (professores) autorizados, a quem foi atribuído poder de iniciação. 
```
       Controle da respiração é auto-controle
       Maestria da respiração é auto-mestria
       Ausência de respiração é imortalidade
                 
Paramahamsa Hariharananda
```

## Publicações
A vasta obra literária deixada por Paramahamsa Hariharananda foi compilada por seu sucessor, Paramahamsa Prajnanananda, numa coleção de 10 volumes, intitulada: "Ocean of Divine Bliss - The Complete Works of a Kriya Yoga Master" .  Dentre os títulos nela contidos, encontram-se: The Bhagavad Gita (em três volumes, interpretados à luz do Kriya Yoga), Discourses on Kriya Yoga, The Dimensions of Kriya Yoga, The Divine Quest, Practical Guidance in Spiritual Life, Reminiscences of Masters, Spirit of Religions e vários outros, que também podem ser adquiridos como publicações individuais.
Diversas outras obras foram publicadas sobre a vida e ensinamentos de Paramahamsa Hariharananda, destacando-se uma coletânea de memórias póstumas escritas por seus discípulos ao redor do mundo, denominada: Footprints of the Master. São centenas de testemunhos de verdadeiros milagres realizados de forma singela e discreta por esse mestre divino que revelam o esplendor da onisciência, onipresença e onipotência de uma alma unida a Deus.
Atualmente, o trabalho de Paramahamsa Hariharananda prossegue através do seu sucessor, Paramahamsa Prajñanananda, e de outros acharyas por ele autorizados, que continuam ensinando a técnica de Kriya Yoga ao redor do mundo para a elevação da consciência de toda a humanidade.  